# 彭昭賢
彭昭贤（1896年—1979年5月9日），字君颐，山东牟平县（今烟台市牟平区）王格庄乡彭家村人。中华民国官员，曾任中华民国内政部部长。

## 生平
彭昭賢於1913年考入牟平师范讲习所，1917年又考入燕京大学史地系，毕业后留校任教俄文科。1921年協助熊希齡筹划赈济苏俄饥荒灾民，順便應蘇俄之請赴俄国協調中国籍紅軍近三萬人回國事項，后考入莫斯科大學進修社會科學。1925年秋畢業回國，任教燕大、華北大學。1926年7月，为配合蒋中正北伐，随钮永建前往上海从事后方活动。北伐军攻占上海后，蒋中正派彭昭賢出任第四縱隊政治部少將主任。1927年4月國民政府奠都南京後，任國民政府簡任秘書，又调任内政部统计司司长。
1930年推薦时任參謀總部上校科長的盛世才赴新疆，故彼时二人交好。1933年夏彭奉蒋中正命，赴新疆勸諭盛世才釋放汪精衛所派的宣慰使黃慕松回南京，又遊說苏联駐迪化代表向盛世才援助军火，使得盛世才得以擊敗馬仲英、張培元，鞏固了在新疆的地位。1934年夏，調任陝西民政廳廳長，于西安事变期间曾被杨虎城软禁。1944年春出任内政部政务处长兼中央党部组织部副部长。
1948年出任第一任內政部長。1949年春，李宗仁決定與中共和談，彭昭贤被委任为前往北平谈判的五位代表之一，但中共认为其为CC派，表示反對。
1949年8月，彭昭贤带领家人抵達香港，居半山羅便臣道75號二樓。1950年，彭昭贤参与第三勢力活动，由該團體決策人童冠賢推薦，但不久就舉家遷居日本。在香港期间，彭熱心為創辦新亞書院集資，赴日後擔任亞細亞大學中國留學生部一個榮譽職務。彭昭賢於1979年5月9日病故紐約。

### 書籍
- . 獨立作家出版. 2014. ISBN 978-986-90062-7-9.